# Drunk History
Drunk History è una serie televisiva statunitense ideata, diretta e prodotta da Jeremy Konner e Derek Waters e basata sulla webserie della Funny or Die.
In ogni episodio, un narratore inebriato, insieme a Derek Waters, racconta un evento dalla storia, mentre gli attori mettono in scena gli aneddoti del narratore e anche la sincronizzazione delle labbra con il dialogo. Oltre a Waters e ad alcune guest star, i personaggi dello show sono interpretati da attori come Bennie Arthur, Tim Baltz, Mort Burke, Sarah Burns, Maria Blasucci, Craig Cackowski, Michael Cassady, Michael Coleman, Tymberlee Hill, Adam Nee, Jeremy J Tuton, Greg Tuculescu, JT Palmer e Aasha Davis. Will Ferrell e Adam McKay sono tra i produttori esecutivi dello show.
La serie va in onda su Comedy Central dal 9 luglio 2013. Il 22 febbraio 2018, la serie venne rinnovata per una sesta stagione, trasmessa dal 15 gennaio 2019. In Italia viene trasmessa su Comedy Central dal 14 aprile 2025.
Sono state prodotte anche diverse versioni internazionali.

## Produzione
L'idea della serie è nata da una conversazione ubriaca che Derek Waters ha avuto con il suo amico Jake Johnson, in cui Johnson ha raccontato la storia del cantante R&B Otis Redding, morto in un incidente aereo. Waters ha pensato che sarebbe stato divertente filmare e ricreare la storia di una persona ubriaca che inciampa in una storia storica e fare in modo che gli attori rievocano la storia. Waters ha raccontato al suo amico e attore Michael Cera l'idea e Cera lo ha incoraggiato a farlo e si è offerto volontario per apparire nel video. Il primo video è stato presentato in anteprima sul sito Web Funny or Die il 6 agosto 2007. Hanno recitato Johnson, Waters, Cera e Ashley Johnson.
La webserie ha continuato ad essere pubblicata online su Funny or Die e trasmessa brevemente su HBO. La serie televisiva, invece, viene trasmessa su Comedy Central dal 9 luglio 2013.

## Accuratezza
Secondo il creatore della serie Derek Waters tutte le date e gli elementi della storia sono veri, sebbene il dialogo delle figure storiche non sia ovviamente accurato.
I giornali indipendenti hanno verificato che le informazioni contenute nella serie sono storicamente accurate.

## Episodi
| Stagione         | Episodi | Prima TV USA | Prima TV Italia |
| ---------------- | ------- | ------------ | --------------- |
| Webserie         | 7       | 2008-2010    | inedita         |
| Prima stagione   | 8       | 2013         | 2025            |
| Seconda stagione | 10      | 2014         | 2025            |
| Terza stagione   | 13      | 2015         | inedita         |
| Quarta stagione  | 10      | 2016         | inedita         |
| Quinta stagione  | 13      | 2018         | inedita         |
| Sesta stagione   | 16      | 2019         | inedita         |
| Episodi speciali | 2       | 2016-2017    | inediti         |

## Versioni internazionali
Dal 12 gennaio 2015, una versione inglese di Drunk History, viene trasmessa sul canale britannico di Comedy Central. Nell'America Latina, va in onda Drunk History: El lado borroso de la historia, presentato da Eugenio Derbez. La versione ungherese, Tömény történelem, viene trasmessa dal 24 ottobre 2016 su Comedy Central Hungary. Una versione brasiliana presentata da Danilo Gentili, Drunk History Brasil: o Lado Embriagado da História, va in onda su SBT come segmento di The Noite com Danilo Gentili nel 2017. Comedy Central Brasil trasmette lo spettacolo separato da The Noite. La rete argentina Telefe (di proprietà di Viacom), trasmette Pasado de Copas: Drunk History, presentato da Marcos Mundstock, membro dei Les Luthiers.
Una versione australiana è stata ordinata da Network Ten. L'episodio pilota, andrà in onda come parte della Pilot Week della rete, in cui i primi episodi di diversi nuovi spettacoli, andavano in onda in quella settimana. La decisione di produrre ulteriori episodi dipenderà dall'accoglienza dell'episodio.

## Riconoscimenti
- 2014 - American Society of Cinematographers Awards[12]
  - Miglior fotografia in una serie di 30 minuti a Blake McClure (per l'episodio "Detroit")
- 2015 - People's Choice Awards[13]
  - Candidatura per il programma comico preferito
- 2015 - Premio Emmy[14]
  - Migliori costumi per un programma di varietà o uno speciale a Christina Mongini (per l'episodio "Hollywood")
  - Candidatura per il miglior varietà di sketch
- 2016 - Premio Emmy[15]
  - Candidatura per il miglior varietà di sketch
  - Candidatura per il miglior montaggio video per un varietà a Jody McVeigh-Schultz (per l'episodio "Inventors")
  - Candidatura per la miglior scenografia per un programma non-fiction, varietà o reality a Rachel Robb Kondrath e Rachel Robb Kondrath (per l'episodio "New Jersey")
- 2017 - Premio Emmy[16]
  - Candidatura per il miglior varietà di sketch
  - Candidatura per la miglior regia per programma di varietà a Derek Waters e Jeremy Konner (per l'episodio "Hamilton")
  - Candidatura per il miglior montaggio video per un varietà a Aaron Morris (per l'episodio "Bar Fights")
  - Candidatura per la miglior scenografia per un programma non-fiction, varietà o reality a Chloe Arbiture, Monica Soto e Rae Deslich (per l'episodio "Hamilton")
- 2018 - Premio Emmy[17]
  - Candidatura per il miglior varietà di sketch
  - Candidatura per il miglior montaggio video per un varietà a John Cason (per l'episodio "Heroines")
- 2019 - Premio Emmy[18]
  - Candidatura per il miglior varietà di sketch
  - Candidatura per la miglior regia per programma di varietà a Derek Waters (per l'episodio "Are You Afraid of the Drunk")
  - Candidatura per il miglior montaggio video per un varietà a John Cason (per l'episodio "Are You Afraid of the Drunk")